# Titan: Oceangate-katastrofen
Titan: Oceangate-katastrofen (stiliserat som Titan: OceanGate-katastrofen; engelska: Titan: The OceanGate Disaster) är en amerikansk dokumentärfilm som hade premiär på Tribeca Film Festival den 6 juni 2025 och på Netflix den 11 juni 2025. Filmen är regisserad Mark Monroe.

## Handling
Filmen handlar om Turistubåten Titan från Oceangate som imploderade under dess färd ner till Titanics vrak år 2023. Dokumentärfilmen skildrar hur en djärv vision slutade i tragedi.